# Yvette Guilbert
Yvette Guilbert (Parigi, 20 gennaio 1865 – Aix-en-Provence, 3 febbraio 1944) è stata una cantante, attrice e scrittrice francese. Ebbe successo soprattutto durante la Belle Époque.

## Biografia

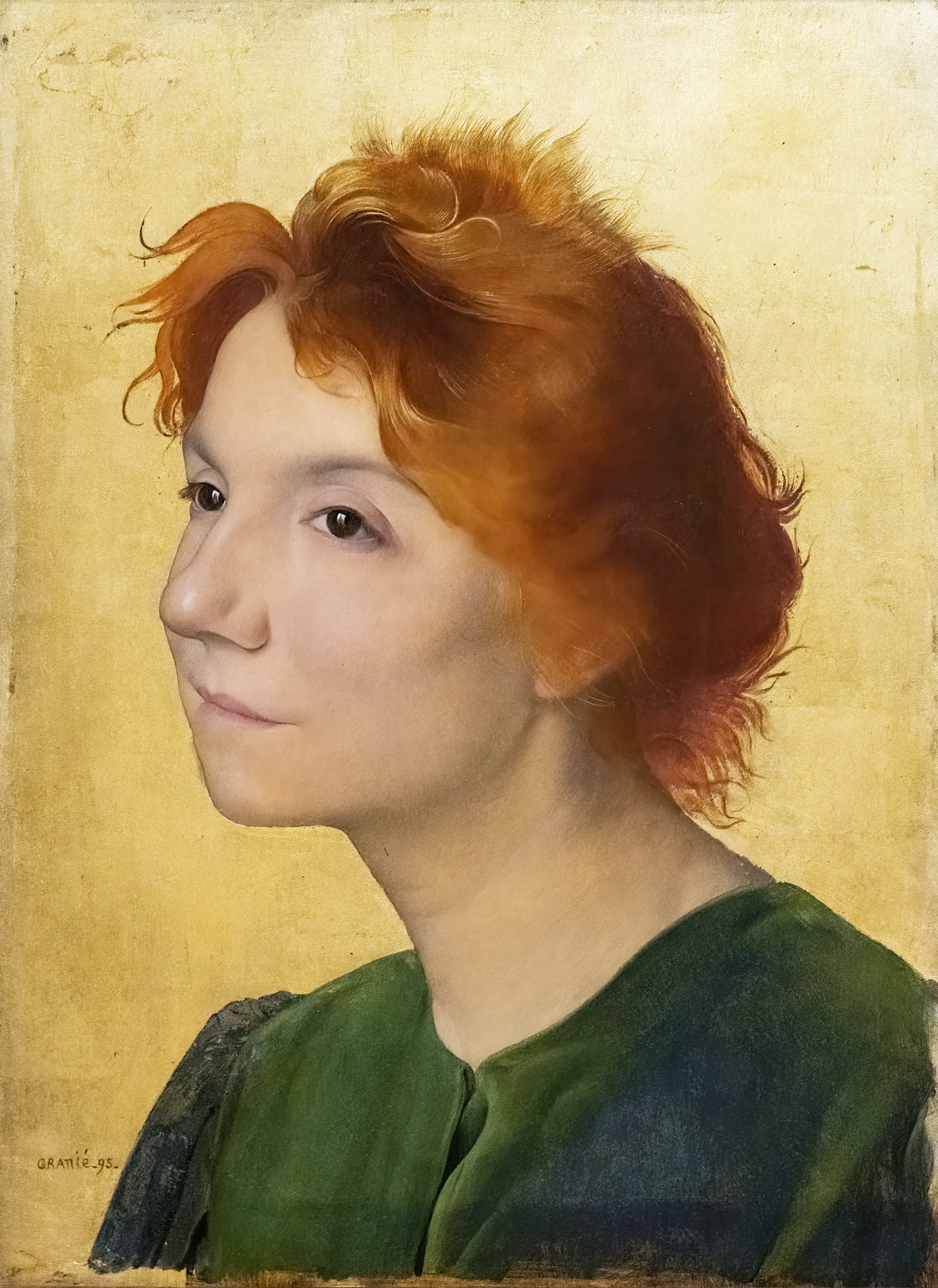
Yvette Guilbert rappresentata da Joseph Granié in un albo del 1895

Nacque a Parigi con il nome di Emma Laure Esther Guilbert da Hippolyte Guilbert, originario della Normandia, e Hernance Julie Lubrez, venditrice di cappelli belga. A sedici anni si guadagnava da vivere in un laboratorio di cucito; fu poi assunta come addetta alle vendite presso i grandi magazzini Printemps di Parigi.
A vent'anni, nel 1885, incontrò il creatore del Moulin Rouge Charles Zidler che la ingaggiò come attrice nel tour estivo dei suoi Varietà. Continuò a lavorare in piccole parti negli anni seguenti dedicandosi anche al canto. Nel 1889 recitò nei teatri parigini Eldorado e Éden-Concert ma sempre con scarso successo. Si trasferì allora dapprima a Lione e poi in Belgio, dove cominciò a riscuotere una buona fama grazie a canzoni come La pocharde.
Nel 1890 tornò a Parigi per lavorare nel Moulin Rouge e fece la conoscenza di Leon Xanrof, Jean Lorrain e Aristide Bruant. Riuscì a costruirsi un personaggio dai caratteri ben definiti che cominciò a valerle l'apprezzamento del pubblico: si presentava sempre in scena con un vestito verde, lunghi guanti neri ed i capelli tinti di rosso. La definitiva consacrazione arrivò con la sua esibizione del 5 ottobre 1891 al Concert Parisien. Negli anni successivi si consacrò come una stella apprezzata in tutta Europa e si esibì in diverse tournée nel continente. Nel 1894 e nel 1898 fu musa di Henri de Toulouse-Lautrec, che le dedicò due album di ritratti.
Nel 1900 una grave malattia renale la costrinse a ritirarsi temporaneamente dalle scene, ma Yvette vi tornò gradualmente a partire da una celebre esibizione alla Carnegie Hall di New York nel 1906. Negli anni '10 modificò via via il suo repertorio, che divenne costituito prevalentemente da componimenti di maggior ambizione culturale come poesie su musica medievale francese. Negli anni seguenti continuò ad esibirsi sulle scene e recitò anche in alcune pellicole cinematografiche, fra le quali il Faust di Friedrich Wilhelm Murnau. Aprì inoltre una scuola di canto a Bruxelles e scrisse vari libri, tra i quali diversi racconti sulla Belle Époque o il manuale di canto L'art de chanter une chanson. Nel 1932 ricevette la Legion d'onore come "ambasciatrice della canzone francese".
Morì a Aix-en-Provence nel 1944 e fu sepolta al cimitero di Père-Lachaise a Parigi.

## Omaggi
Le è stato intitolato un cratere su Venere (Cratere Guilbert).

## Filmografia

### Cinema
- An Honorable Cad, regia di George Terwilliger - cortometraggio (1919)
- Les Deux Gosses, regia di Louis Mercanton (1924)
- Faust (Faust - Eine deutsche Volkssage), regia di Friedrich Wilhelm Murnau (1926)
- Die lachende Grille, regia di Frederic Zelnik (1926)
- Il denaro (L'Argent), regia di Marcel L'Herbier (1928)
- Le manque de mémoire, regia di Henri Chomette - cortometraggio (1929)
- Bluff, regia di Georges Lacombe - cortometraggio (1929)
- En zinc sec, regia di Louis Mercanton - cortometraggio (1931)
- La Dame d'en face, regia di Claude Autant-Lara - cortometraggio (1932)
- Laissez faire le temps, regia di Jean Le Seyeux e Rip - cortometraggio (1932)
- Le due orfanelle (Les Deux Orphelines), regia di Maurice Tourneur (1933)
- Pêcheur d'Islande, regia di Pierre Guerlais (1934)
- Faisons un rêve..., regia di Sacha Guitry (1936)

## Opere letterarie
- Comment on devient une étoile, monologue, Paul Dupont éd., 1893.
- La Vedette, H. Simonis Empis, 1902, réédition en 1910 et 1987.
- Les demi vieilles, Félix Juven, 1902.
- Légendes dorées, épisodes de la vie de Jésus recueillis et reconstitués par Yvette Guilbert, 1914.
- The Virgin and the devil, New York, Y. Guilbert, 1917.
- La Chanson de ma vie, Mémoires, Grasset, 1927.
- L'Art de chanter une chanson, Grasset, 1928.
- La Passante émerveillée, Grasset, 1929.
- Mes lettres d'amour, Denoël et Steele, 1933.
- Madame Chiffon, marchande de frivolités, comédie musicale, créée à la Salle Pleyel, 1933.
- Autres temps, autres chants, Robert Laffont, 1946.